# Goéya
Ne doit pas être confondu avec Goèma.
Goéya est une localité située dans le département de Pissila de la province du Sanmatenga dans la région Centre-Nord au Burkina Faso.

## Économie
L'agro-pastoralisme est l'activité principale de Goéya.

## Éducation et santé
Le centre de soins le plus proche de Goéya est le centre de santé et de promotion sociale (CSPS) de Kiemna-Yarcé tandis que le centre hospitalier régional (CHR) se trouve à Kaya.
Goéya possède une école primaire publique.
Il existe depuis 2009 un partenariat de coopération (éducation et santé) entre Goéya et la commune française de Chusclan dans le Gard.